# Эрешов, Батыр Наркулиевич
Батыр Наркулиевич Эрешов (туркм. Batyr Narkulyýewiç Ereşow; 13 июня 1966, посёлок С. А. Ниязова, Чарджоуская область — 30 апреля 2017, Ашхабад) — туркменский государственный деятель.

## Образование и специальность
В 1990 году окончил Туркменский политехнический институт, по специальности — инженер-строитель.
В 2009 году окончил Академию государственной службы при Президенте Туркменистана.

## Карьера
В 1990—1993 годах — мастер-строитель ремонтно-строительного участка этрапа Галкыныш, затем этрапа Гарашсызлык Лебапского велаята, специалист 1-й категории хякимлика этрапа Гарашсызлык Лебапского велаята.
В 1993—2006 годах — управделами, главный инженер механизированных строительных колонн № 72 и № 74, начальник механизированной строительной колонны № 70 производственного объединения «Лебапгурлушык».
В 2006—2009 годах — начальник отдела капитального строительства, заместитель начальника Управления «Газыгайтаданишлейиш» Государственного концерна «Туркменгаз».
В 2009—2013 годах — заместитель хякима города Туркменабат, хяким города Сейди Лебапского велаята.
В 2013 годах — начальник Отдела контроля за особо важными строительными объектами и капитальным строительством Кабинета Министров Туркменистана.
12.07.2013 — 04.04.2014 — министр строительства Туркменистана.
04.04.2014 — 07.07.2014 — министр строительства и архитектуры Туркменистана.
07.07.2014 — 29.04.2017 — заместитель Председателя Кабинета министров Туркменистана.

## Смерть и слухи о самоубийстве
4 мая 2017 года было официально объявлено о скоропостижной кончине заместителя Председателя Кабинета министров Туркменистана Батыра Эрешова. В газете «Нейтральный Туркменистан» от 04.05.2017 был опубликован официальный некролог на русском языке, подписанный Президентом К. Бердымухаммедовым, Председателем Меджлиса А. Нурбердыевой и всеми действующими зампредами Кабинета министров Туркменистана.
21 мая 2017 года независимое интернет-издание «Хроника Туркменистана» со ссылкой на источники в Туркменистане сообщило, что Б. Эрешов совершил самоубийство через повешение. По сведениям издания, самоубийству Б. Эрешова предшествовал арест его сына в конце апреля 2017 года и возникшие в отношении самого Б. Эрешова подозрения в коррупции.
В тот же день о самоубийстве Б. Эрешова при аналогичных обстоятельствах, но со ссылкой на собственные источники, сообщила туркменская служба Радио «Свобода».
Похоронен на родовом кладбище в Бухарской области Узбекистана

## Награды и звания
- Медаль «Magtymguly Pyragy»
- Юбилейная медаль «Garașsyz, Baky Bitarap Turkmenistan»
- Юбилейная медаль «Turkmenistanyn Garașsyzlygyn 25 yyllygyna»